# Primnoidae

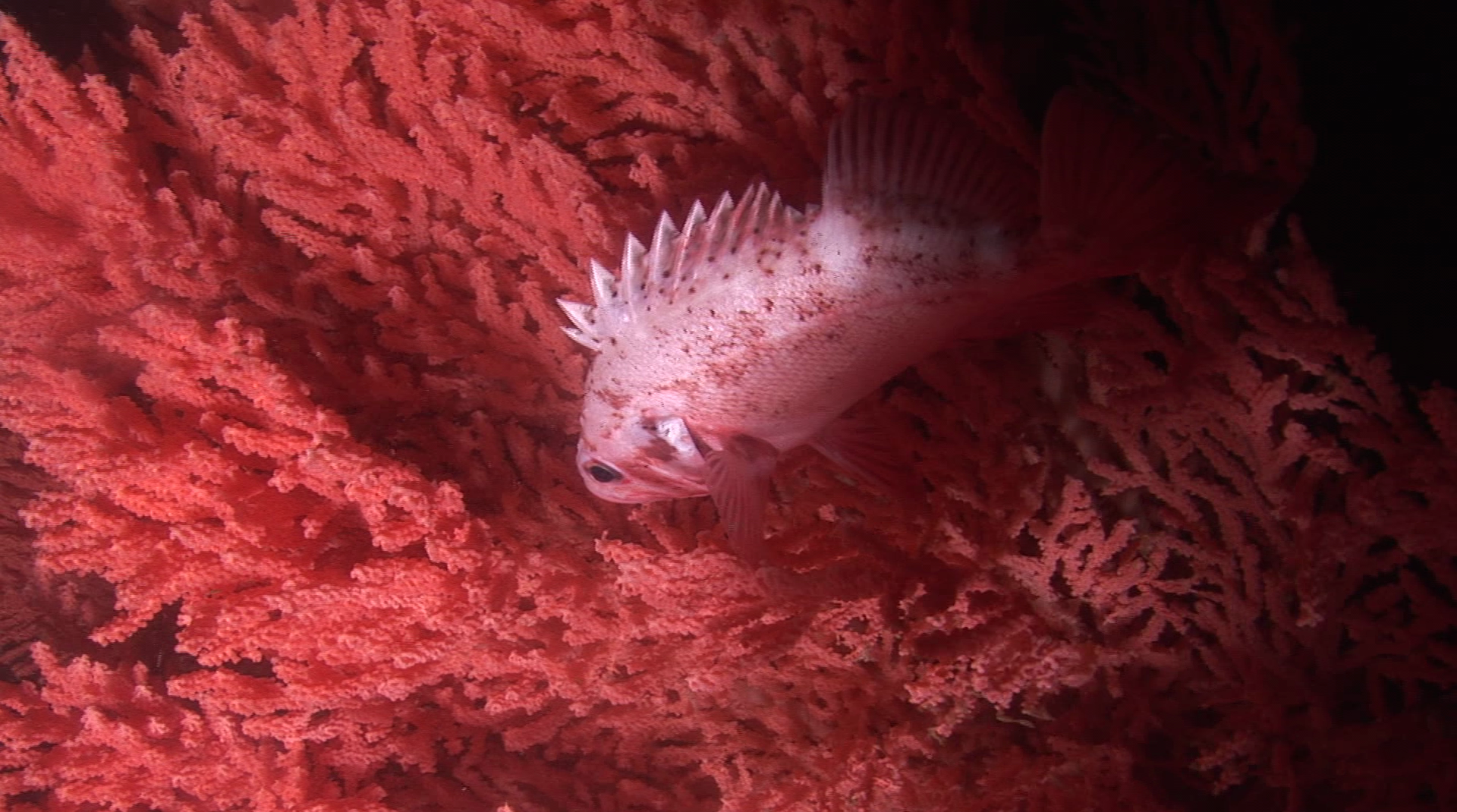
Primnoa pacifica

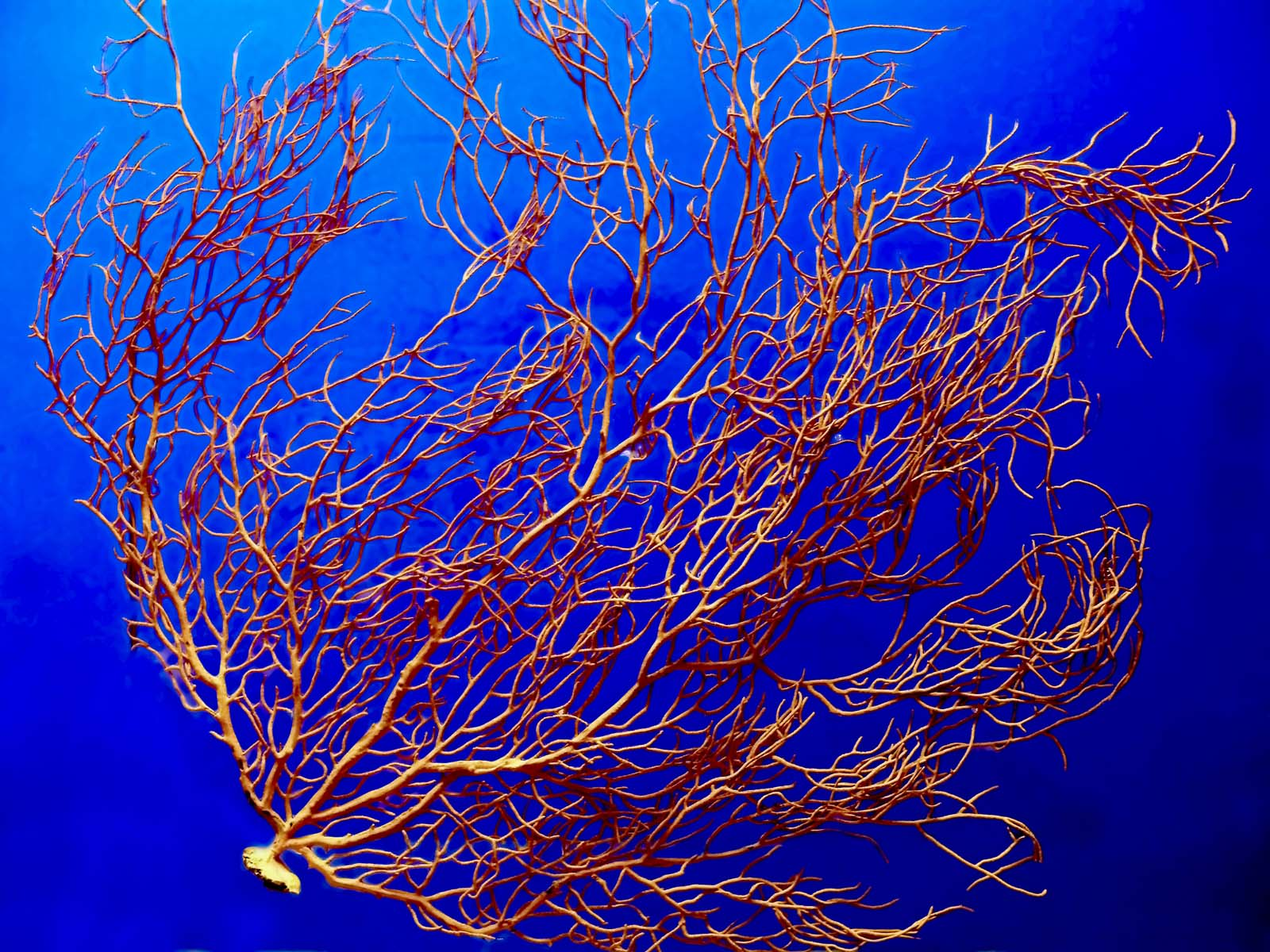
Callogorgia verticillata

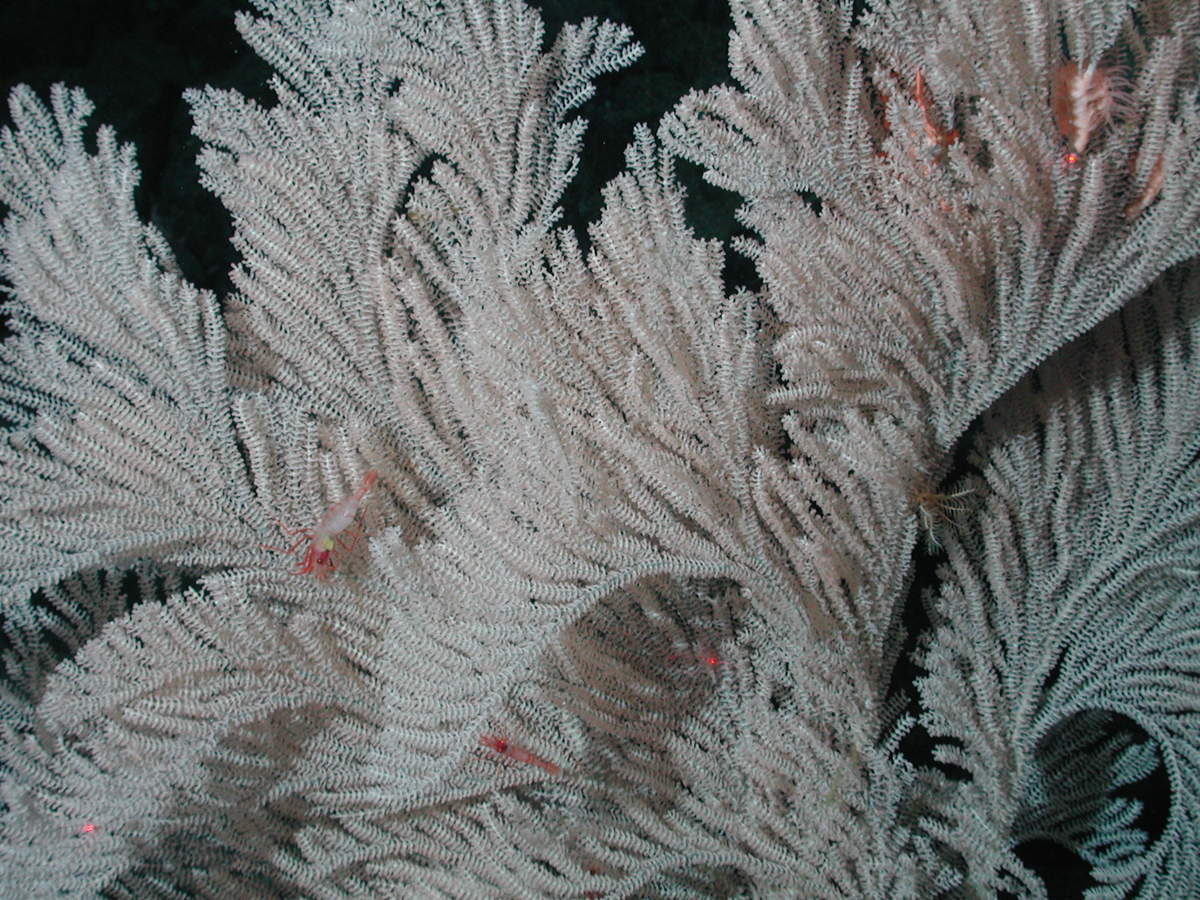
Calyptrophora sp.

Primnoidae es una familia de gorgonias marinas que pertenecen al suborden Calcaxonia, del orden Alcyonacea, dentro de la subclase Octocorallia. 
Enmarcados comúnmente entre los corales blandos, ya que carecen de esqueleto cálcico, como los corales del orden Scleractinia, por lo que no son corales hermatípicos. Forman colonias de pólipos, de ocho tentáculos, unidos por una masa carnosa de cenénquima, o tejido común generado por ellos, que recubre una estructura ramificada para soportar la colonia; sustituyendo el carbonato de calcio de los esqueletos de los corales duros, por una sustancia córnea proteínica llamada gorgonina. 
La familia  comprende 45 géneros de gorgonias con un eje fuertemente calcificado y pólipos no retráctiles, que están fuertemente acorazados con escamas calcáreas.
La familia ha sido sometida a análisis filogenéticos moleculares.

## Géneros
El Registro Mundial de Especies Marinas reconoce los siguientes géneros en Primnoidae:
- Acanthoprimnoa. Cairns & Bayer, 2004
- Aglaoprimnoa. Bayer, 1996
- Ainigmaptilon. Dean, 1926
- Armadillogorgia. Bayer, 1980
- Arntzia. López-González, Gili & Orejas, 2002
- Arthrogorgia. Kükenthal, 1908
- Australogorgia. Cairns & Bayer, 2009
- Callogorgia. Gray, 1858
- Callozostron. Wright, 1885
- Calyptrophora. Gray, 1866
- Canarya. Ocaña & van Ofwegen, 2003
- Candidella. Bayer, 1954
- Convexella. Bayer, 1996
- Dasystenella. Versluys, 1906
- Dicholaphis. Kinoshita, 1907
- Digitogorgia. Zapata-Guardiola & López-González, 2010
- Fanellia. Gray, 1870
- Fannyella. Gray, 1872
- Helicoprimnoa Cairns, 2012
- Heptaprimnoa. Cairns, 2012
- Matanarella. Cairns, 2012
- Metafannyella. Cairns & Bayer, 2009
- Microprimnoa. Bayer & Stefani, 1989
- Mirostenella. Bayer, 1988
- Narella .Gray, 1870
- Narelloides. Cairns, 2012
- Onogorgia. Cairns & Bayer, 2009
- Ophidiogorgia. Bayer, 1980
- Paracalyptrophora. Kinoshita, 1908
- Paranarella. Cairns, 2007
- Parastenella. Versluys, 1906
- Perissogorgia. Bayer & Stefani, 1989
- Plumarella. Gray, 1870
- Primnoa. Lamouroux, 1812
- Primnocapsa. Zapata-Guardiola & López-González, 2012
- Primnoeides. Studer & Wright, 1887
- Primnoella. Gray, 1858
- Pseudoplumarella. Kükenthal, 1915
- Pterostenella. Versluys, 1906
- Pyrogorgia. Cairns & Bayer, 2009
- Scopaegorgia. Zapata-Guardiola & López-González, 2010
- Tauroprimnoa. Zapata-Guardiola & López-González, 2010
- Thouarella. Gray, 1870
- Tokoprymno. Bayer, 1996